# Uncreation
Uncreation è il primo album musicale del gruppo heavy metal Benedictum, pubblicato il 27 gennaio 2006.

## Tracce
1. Uncreation
2. Benedictum
3. #4
4. Misogyny
5. Ashes to Ashes
6. Wicca
7. Heaven and Hell
8. Them
9. Two Steps to the Sun
10. Walkyrie Rising
11. The Mob Rules

## Formazione
- Veronica Freeman - voce
- Pete Wells - chitarra
- Jesse Wright - basso
- Paul Courtois - batteria